# Jan Nepomucen Stęślicki

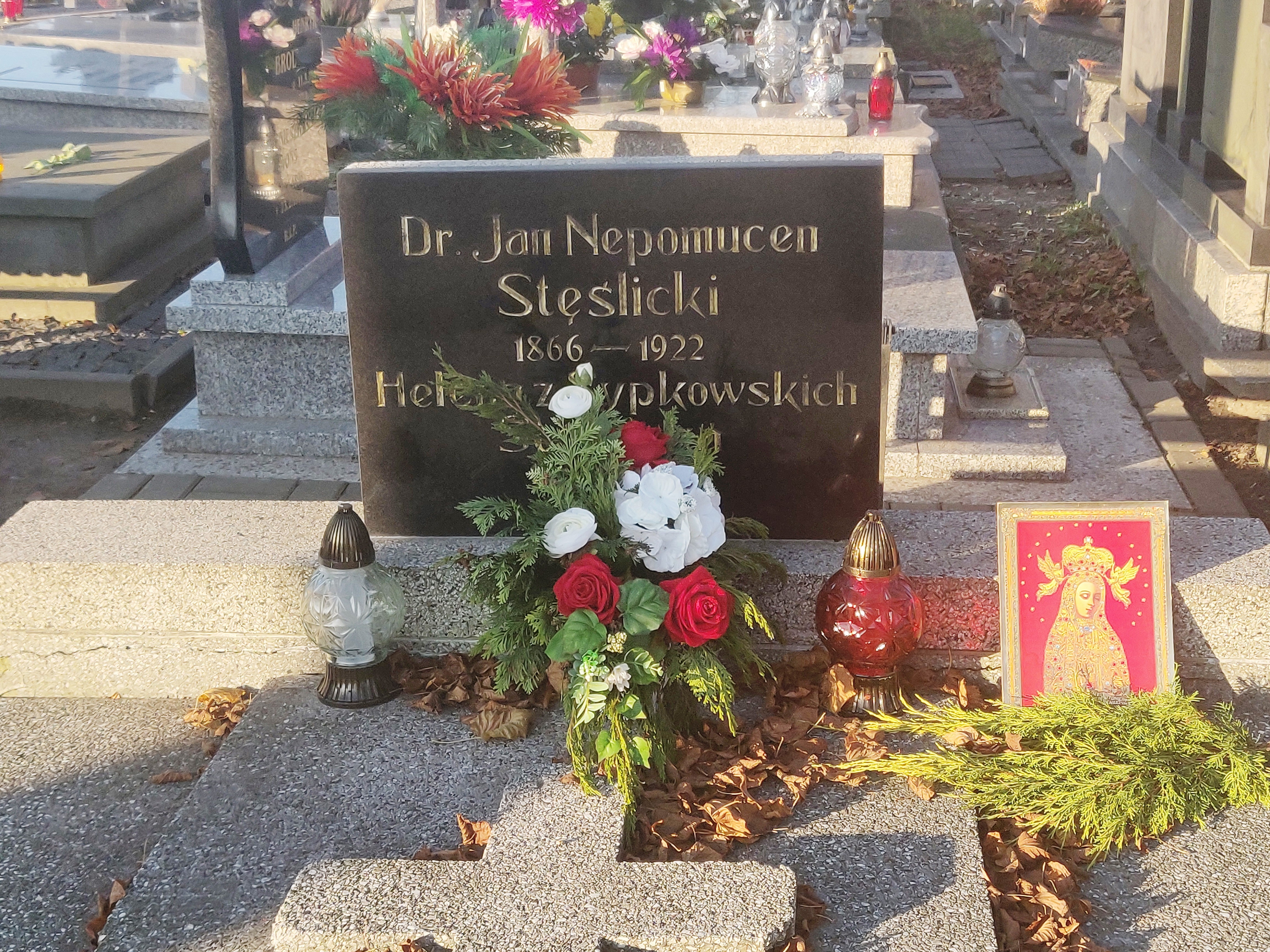
Grób J. N. Stęślickiego z żoną na cmentarzu przy ul. Michałkowickiej w Siemianowicach Śląskich

Jan Nepomucen Stęślicki (ur. 1 maja 1866 w Kętrzynie, zm. 11 września 1922 w Siemianowicach Śląskich) − lekarz, polski działacz niepodległościowy i plebiscytowy na Górnym Śląsku.

## Życiorys
Był synem Aleksandra i Cecylii z Osieckich. Po studiach we Wrocławiu i Lipsku uzyskał dyplom lekarski (w 1892) i przeniósł się do Siemianowic Śląskich (mieszkał tu od 1893). W tym mieście od 1903 przewodniczył Okręgowi Śląskiemu Związku Sokołów Polskich w Państwie Niemieckim; działał w Towarzystwie Czytelni Ludowych i Towarzystwie Szerzenia Elementarzy Polskich na Śląsku im. ks. Roberta Engla. Leczył najczęściej polskich robotników, nie pobierając honorarium. Był założycielem Banku Ludowego w Siemianowicach i współzałożycielem Towarzystwa Lekarzy Polaków na Śląsku oraz członkiem Rady Nadzorczej Banku Ludowego w Bytomiu i Banku Ziemskiego w Katowicach. Był członkiem Ligi Narodowej przed 1903 rokiem. W czasie pierwszego i drugiego powstania śląskiego organizował służbę lekarską dla rannych. W 1921 przewodniczył Polskiemu Komitetowi Plebiscytowemu w Siemianowicach Śląskich. W czerwcu 1922 brał udział w powitaniu polskich żołnierzy na Rynku w Katowicach. 
Z żoną Heleną Sypkowską miał piątkę dzieci (jego córka Halina Stęślicka była posłanką na Sejm I kadencji (1922-1927) z ramienia chadecji, działaczką organizacji kobiecych).
Został pochowany na cmentarzu przy ul. Michałkowickiej w Siemianowicach Śląskich. Jego imieniem zostały nazwane ulice w Katowicach i Siemianowicach Śląskich.